# L'Adoration des bergers (Ribera)
Pour les articles homonymes, voir L'Adoration des bergers.
L'Adoration des bergers est un tableau réalisé par le peintre espagnol José de Ribera en 1650. De format vertical, cette huile sur toile est une peinture chrétienne qui représente l'Adoration des bergers, un épisode biblique relaté dans l'Évangile selon Luc. L'œuvre est conservée depuis 1802 au musée du Louvre, à Paris, en France.